# Servizio per le informazioni e la sicurezza democratica
Il Servizio per le informazioni e la sicurezza democratica (S.I.S.De.) è stato un  servizio segreto italiano.
Secondo la legge istitutiva doveva "agire per la difesa dello Stato democratico e delle istituzioni poste dalla Costituzione a suo fondamento contro chiunque vi attenti e contro ogni forma di eversione".
Il suo motto era "Per Aspera ad Veritatem", titolo anche della sua rivista specializzata.
È stato in attività dal 1977 fino alla riforma dell'intelligence italiana del 2007.

## Storia
Istituito con la prima riforma dei servizi d'intelligence, insieme al Servizio per le informazioni e la sicurezza militare (S.I.S.MI.), e con la contemporanea soppressione del Servizio informazioni difesa e dell'Ispettorato generale per l'azione contro il terrorismo. Entrò in funzione nel gennaio 1978 con la nomina a direttore del generale di brigata dei CC Giulio Grassini e le prime assegnazioni di personale del soppresso Ufficio Affari Riservati e di alcuni ufficiali dei carabinieri, e prima sede all'interno del Viminale, per poi trasferirsi a maggio in via Lanza. Il primo incarico fu quello di collaborare alle indagini sul sequestro Moro del marzo 1978. In quei mesi sull'organico fissato in millecinquecento persone, aveva raggiunto una forza di circa cinquecento unità. Nel 1979 furono istituiti i primi Centri operativi nei capoluoghi di regione. In 1980 fu arrestato il vice-dirigente del Sisde, Silvano Russomanno.
Il servizio dipendeva direttamente dal Ministero dell'interno, il cui ministro ne curava l'ordinamento, le attività e ne nominava il direttore. Il Comitato esecutivo per i servizi di informazione e sicurezza (C.E.S.I.S.), era il punto di raccordo fra i due servizi Sisde e Sismi.
Il SISDE rimase vittima di alcuni scandali politici negli anni '80, il primo dei quali fu quello della loggia massonica segreta P2, nelle cui liste compaiono i nomi dei vertici del servizio. Fu soppresso con la Riforma dell'intelligence italiana del 2007.

## Organizzazione
All'interno del S.I.S.De., nella primavera 2002 fu creato il Raggruppamento Operativo Centrale (R.O.C.) in seguito ridimensionato ad Ufficio, situato a Roma in Piazza Zama 8  (), che rispondeva esclusivamente al Direttore del S.I.S.De. ed era formato da personale da lui stesso selezionato e strutturato in:
- Raggruppamento operativo centrale (R.O.C.)
  - Centro supporto operativo (C.S.O.)
    - 1° centrale d'ascolto
    - 2° centrale d'ascolto

  - Centro Criminalità Organizzata (C.C.O.)
    - 1° settore (contrasto del terrorismo internazionale)
    - 2° settore (contrasto del terrorismo nazionale)
    - 3° settore (contrasto delle mafie nazionali)
    - Nucleo gestori fonti

  - Unità A2

## Funzioni
I suoi compiti erano finalizzati a difendere la sicurezza nazionale e delle sue istituzioni da qualsiasi minaccia, operando principalmente in Italia, curando l'attività di spionaggio.

## Direttori
- Giulio Grassini (1977 – 1981)
- Emanuele De Francesco (1981 – 1984)
- Vincenzo Parisi (1984 – 1987)
- Riccardo Malpica (1987 – 1991)
- Alessandro Voci (1991 – 1992)
- Angelo Finocchiaro (1992 – 1993)
- Domenico Salazar (1993 – 1994)
- Gaetano Marino (1994 – 1996)
- Vittorio Stelo (1996 – 2001)
- Mario Mori (1º ottobre 2001 – 15 dicembre 2006)
- Franco Gabrielli (16 dicembre 2006 – 1º agosto 2007)

## Armoriale

Stemma-Logo del Servizio per le informazioni e la sicurezza democratica (S.I.S.De.) del 1977-1982
Stemma-Logo del Servizio per le informazioni e la sicurezza democratica (S.I.S.De.) del 1982-2002
Stemma-Logo del Servizio per le informazioni e la sicurezza democratica (S.I.S.De.) del 2002-2007
Logo del Centro supporto operativo (C.S.O.) del Raggruppamento operativo centrale (R.O.C.) del Servizio per le informazioni e la sicurezza democratica (S.I.S.De.) del 2002-2007